# Götz Schweighöfer

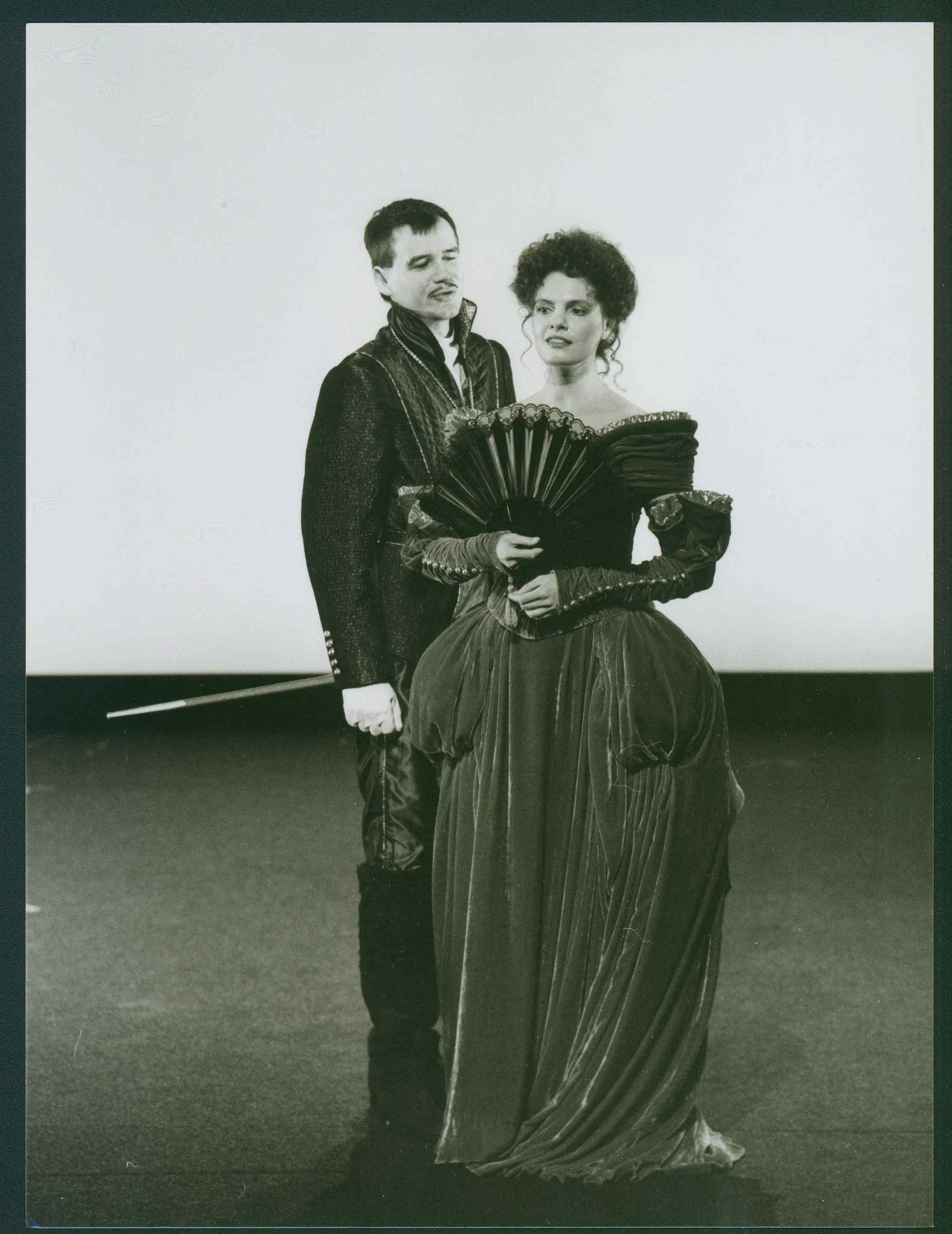
Götz Schweighöfer als Astolf und Coralie Wolff in Das Leben ist ein Traum am Badischen Staatstheater Karlsruhe (1990)

Götz-Gustav Schweighöfer (* 7. März 1960 in Rudolstadt; † 21. März 2021) war ein deutscher Schauspieler.

## Leben
Schweighöfer wurde als Sohn des Intendanten Willy Schweighöfer geboren. Nach der 10-klassigen Polytechnischen Oberschule erlernte er von 1976 bis 1978 den Beruf des Klempners und Installateurs und arbeitete bis 1979 in diesem Beruf. Nach dem Grundwehrdienst in der Nationalen Volksarmee absolvierte er von 1980 bis 1984 eine Schauspielausbildung an der Theaterhochschule „Hans Otto“ Leipzig, dabei von 1982 bis 1984 im Studio Magdeburg.
Es folgten Engagements am Landestheater Eisenach von 1984 bis 1987 und dann bis 1989 am Mecklenburgischen Staatstheater Schwerin. Von 1989 bis 1994 wirkte er am Badischen Staatstheater Karlsruhe und war dann zwei Jahre freischaffend tätig. Von 1996 bis 2000 spielte er für die Altenburg-Gera Theater GmbH in Altenburg und Gera. Anschließend war Schweighöfer bis 2008 am Deutsch-Sorbischen Volkstheater in Bautzen engagiert und danach wieder als freier Schauspieler tätig. Er übernahm neben seiner Tätigkeit als Theaterschauspieler auch einige Fernsehrollen und war an Hörspielproduktionen beteiligt.
Schweighöfer starb im März 2021 nach schwerer Krankheit.
Er war der Bruder des Schauspielers Michael Schweighöfer und Onkel des Schauspielers Matthias Schweighöfer.

## Hörspiele (Auswahl)
- 1996: William Golding: Herr der Fliegen. Mit Christoph Zapatka, Axel Wandtke, Dirk Audehm, Götz Schweighöfer, Ulrich Wildgruber u. a., Produktion: MDR 1996, Bearbeitung: Gisela Pankratz, Komposition: Wolfgang Lenk, Realisation: Wolfgang Lenk / Tobias Künzel von den Prinzen.
- 2007: Iain Levison: Betriebsbedingt gekündigt. Bearbeitung/Regie: Steffen Moratz, mit: Jörg Schüttauf, Torben Kessler, Hansjürgen Hürrig, Götz Schweighöfer, Mirco Kreibich, Udo Schenk, Bernhard Schütz, Reiner Heise, Ellen Hellwig, Andreas Keller, Sigrun Fischer, Peter W. Bachmann, u. a., Länge: ca. 51 Min. Mitteldeutscher Rundfunk 2007.[3]